# او-۱۳ (کریگس‌مارینه)

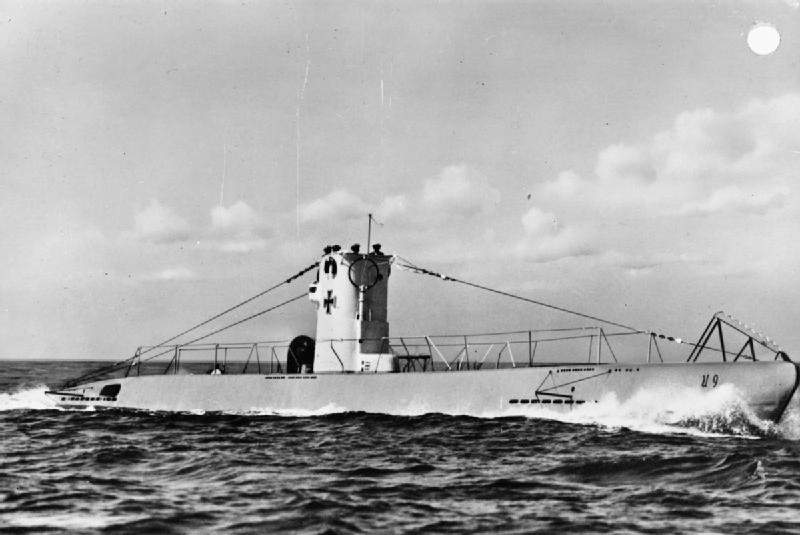
زیردریایی

زیردریایی یو-۱۳ (۱۹۳۵) (به انگلیسی: German submarine U-13 (1935)) یک زیردریایی بود که طول آن ۴۲٫۷۰ متر (۱۴۰ فوت ۱ اینچ) بود. این زیردریایی در سال ۱۹۳۵ ساخته شد.